# Claudio Lenoci
Claudio Lenoci (Bari, 24 luglio 1942) è un politico italiano.

## Biografia
Figlio del deputato socialista Stefano Lenoci e fratello di Titino Lenoci, anche lui onorevole del Psi per tre legislature, scomparso nel 1978.
Si è laureato in scienze economiche e commerciale e di professione fa il commercialista. Esponente del Partito Socialista Italiano, viene eletto deputato per la prima volta nel 1979 e poi riconfermato per altre tre legislature, sempre alla Camera dei deputati. 
È stato componente delle seguenti commissioni parlamentari: Interni; Difesa; Belle arti; Esteri; Igiene e sanità pubblica; Affari sociali.
Ha svolto l'incarico di Sottosegretario di Stato per gli Affari esteri nel settimo governo di Giulio Andreotti e poi di sottosegretario per l'Interno nel primo governo di Giuliano Amato. Conclude il proprio mandato parlamentare nel 1994.
Nei primi anni Duemila ha fatto parte del Nuovo PSI, nel 2007 ne è uscito per partecipare alla fondazione de I Socialisti, di cui ha fatto parte della segreteria nazionale.